# Szőrös szarvasbogár
A szőrös szarvasbogár (Aesalus scarabaeoides) a rovarok (Insecta) osztályának a bogarak (Coleoptera) rendjéhez, ezen belül a mindenevő bogarak (Polyphaga) alrendjéhez és a szarvasbogárfélék (Lucanidae) családjához tartozó faj. Magyarországon (és Európában) az Aesalinae alcsalád egyetlen képviselője. Sok korhadó fát tartalmazó, árnyékos erdőkben él, de rejtett életmódja miatt ritkán találkozhatunk vele.

## Elterjedése
Közép- és Dél-Európában széles körben elterjedt, de sehol sem gyakori. Hegy- és dombvidékek zárt erdeiben fordul elő.
Magyarországi előfordulásai is főként hegyvidékekre esnek: Dráva-völgy, Börzsöny, Mátra, Vértes hegység, Visegrádi-hegység, Bakony.

## Életmódja
Lárvája vörösen korhadó fákban (főleg tölgyben, bükkben és vadcseresznyében) él. Imágó alakban telel át, a kifejlett bogarak május és június hónapokban bújnak elő.

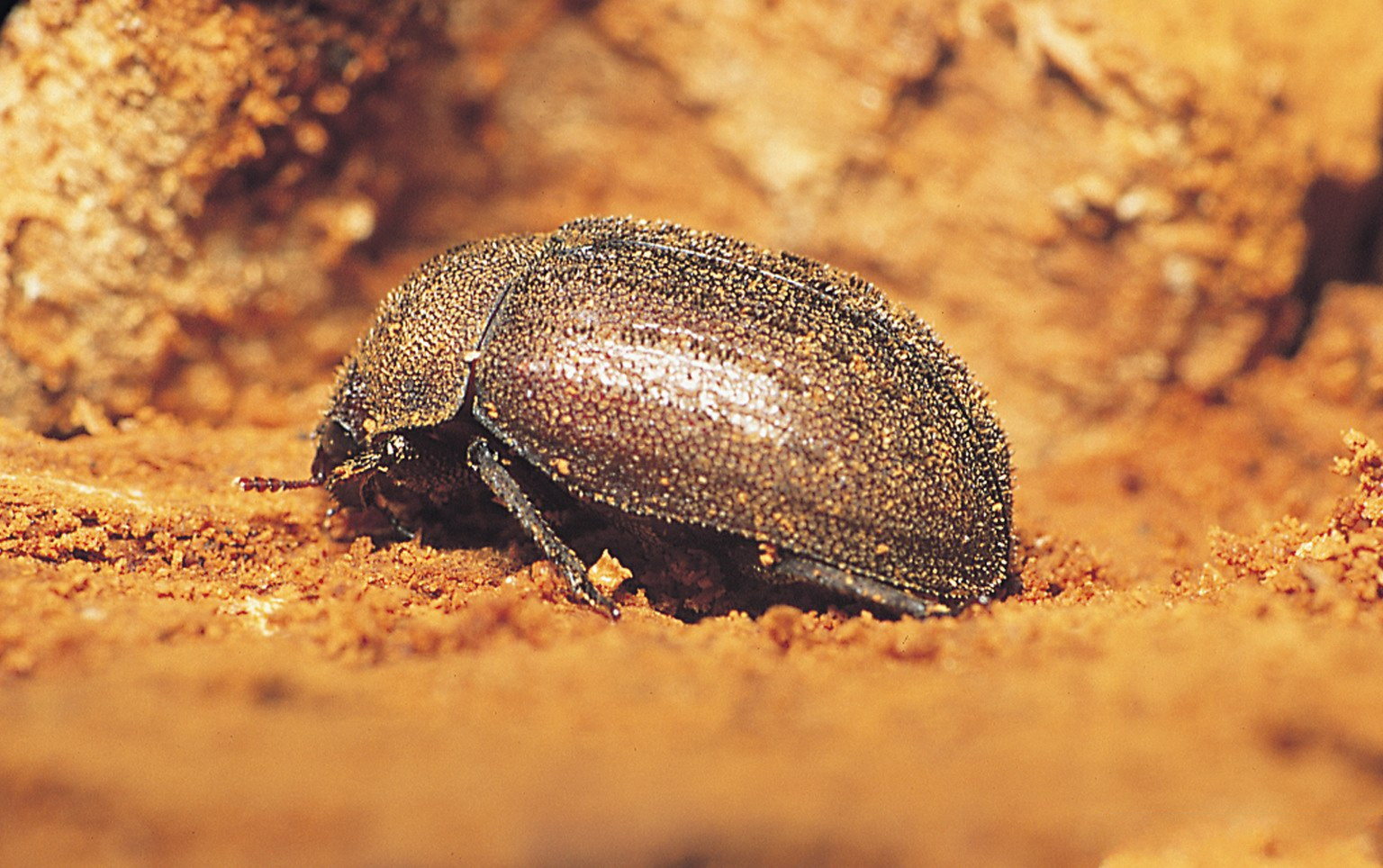
Leggyakrabban vörösen korhadó fában található meg

## Fordítás
- Ez a szócikk részben vagy egészben  az   Aesalus scarabaeoides című norvég Wikipédia-szócikk fordításán alapul.  Az eredeti cikk szerkesztőit annak laptörténete sorolja fel. Ez a jelzés csupán a megfogalmazás eredetét és a szerzői jogokat jelzi, nem szolgál a cikkben szereplő információk forrásmegjelöléseként.